# فيليب مارتن (كاتب بريطاني)
فيليب مارتن (بالإنجليزية: Philip Martin)‏ هو كاتب سيناريو بريطاني، ولد في 1938 في ليفربول في المملكة المتحدة.

## وصلات خارجية
- فيليب مارتن على موقع IMDb (الإنجليزية)
- فيليب مارتن على موقع قاعدة بيانات الفيلم (الإنجليزية)